# Misael Domínguez
Josué Misael Domínguez González (ur. 27 października 1999 w Saltillo) – meksykański piłkarz występujący na pozycji ofensywnego pomocnika lub skrzydłowego, od 2025 roku zawodnik Morelii.